# Campeonato Sergipano de Futebol de 1952
O Campeonato Sergipano de Futebol de 1952 foi a 29º edição da divisão principal do campeonato estadual de Sergipe. O campeão foi o Cotinguiba que conquistou seu 6º título na história da competição.

## Premiação
| Campeonato Sergipano de 1952   |
| Aracaju                        |
| ------------------------------ |
| Cotinguiba Campeão (6º título) |